# Марта Санчес
Марта Санчес Лопес (ісп. Marta Sánchez López; нар. 8 травня 1966, Мадрид, Іспанія) — іспанська співачка, актриса. Багато експертів вважають Марту Санчес «королевою іспанської поп-музики». 17 лютого 2018 року Санчес під час концерту на сцені театру Сарсуели (Мадрид) виконала власну версію гімну Іспанії.

## Дискографія
У складі гурту Olé Olé:
- 1986: Bailando sin salir de casa
- 1987: Los caballeros las prefieren rubias
- 1988: Cuatro Hombres Para Eva
- 1990: 1990

Сольні альбоми:
- 1993: Mujer (1.200.000 копій)
- 1994: woman
- 1995: Mi mundo (1.000.000 копій)
- 1997: Azabache (900.000 копій)
- 1998: Desconocida (800.000 копій)
- 2002: Soy yo (500.000 копій)
- 2007: Miss Sánchez (120.000 копій)
- 2015: 21 días

## Нагороди
- Премія Long-Play de Oro: 1987
- Лауреат фестивалю в Акапулько: 1994, 1999
- Премія Ancla: 1998
- Премія Cadena Dial: 1999
- Премія Ondas: 2002[3], 2009
- Премія Elle: 2003
- Премія Shangay: 2007[4]
- Премія Gredos: 2011